# مسيحية معتدلة
المسيحية المعتدلة هي حركة لاهوتية في المسيحية تسعى إلى اتخاذ القرارات على أساس الحكمة الروحية بناءً على رسالة يعقوب في الإصحاح 3 الآية 17.في الرسالة الأولى إلى تيموثاس، والاعتدال صفة مطلوبة لمن يكون أسقفًا في الكنيسة.وتتميز المسيحية المعتدلة باهتمامها بإحضار الأمل، وإدماج التنوع الثقافي والتعاون الخلاق، وذلك بعدم كونها أصولية أو ليبرالية، ومحافظة في الغالب، وتتجنب التطرف في قراراتها.